# Яворський Едуард Никифорович
Едуа́рд Ники́форович Яво́рський  (* 8 червня 1928 — 2 березня 2012) — український музикознавець і лібретист. Заслужений діяч мистецтв України (1993). Член Спілки композиторів України.

## Життєпис
Народився 8 червня 1928 року в с. Лисича Балка на Черкащині.
Закінчив Київську консерваторію (1953), працював редактором Київської телестудії (з 1958), референтом у справах музики Міністерства культури УРСР (з 1964), заступником директора Київського Театру Опери й Балету, головним редактором журналу «Музика» (з 1970).
Автор лібрето музичних спектаклів, балетів «Дон Жуан» (К. 1969), «Вогненний шлях» В. Губаренка (1980) та ін. Автор праць «В. Губаренко» (1972), «Зоя Христич» (1975), «О. Сандлер» (1976).